# Авъл Габиний (офицер 81 пр.н.е.)
Авъл Габиний (на латински: Aulus Gabinius) от род Габинии, е римски военен на Римската република, който се бие при Копрена (86 пр.н.е.) в Гърция като военен трибун при Сула.
През 81 пр.н.е. през Втората Митридатова война той участва при легат Луций Лициний Мурена в боевете против Митридат VI Евпатор в Мала Азия и има победа.